# Elisabeth Karamichailova

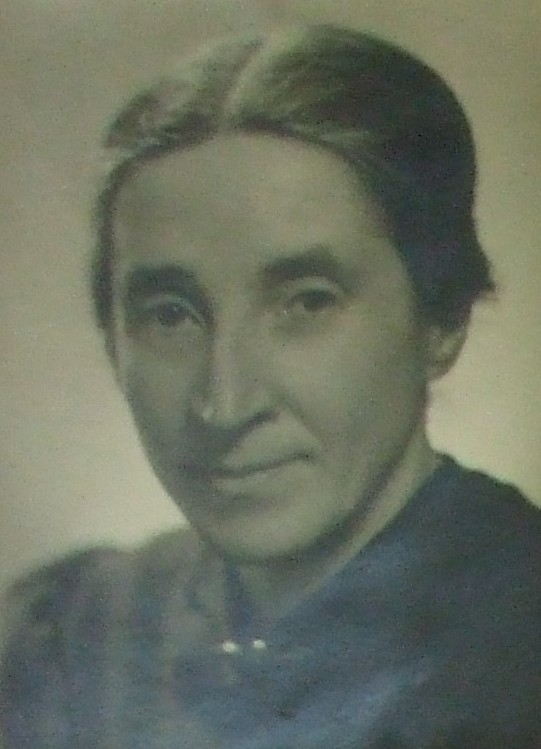
Elisabeth Karamichailova

Elisabeth Karamichailova (auch andere Schreibweisen, bulgarisch Елисавета Иванова Карамихайлова ‚Elissaweta Iwanowa Karamichajlowa‘; geboren 3. September 1897 in Wien, Österreich-Ungarn; gestorben 24. April 1968 in Sofia) war eine bulgarische Physikerin.

## Leben
Elisabeth Karamichailova war die Tochter des bulgarischen Arztes Iwan Michailow und der britischen Musikerin Mary Slade. Die Eltern hatten sich beim Studium in Wien kennengelernt. Sie zogen 1909 nach Sofia. Karamichailova ging nach dem Abitur zum Studium der Physik nach Wien, wo sie 1922 mit der Dissertation Elektrische Figuren auf verschiedenen Materialien, insbesondere auf Krystallen bei Karl Przibram promoviert wurde. Sie arbeitete zunächst unbezahlt am Wiener Institut für Radiumforschung und erhielt 1928 eine Stelle als Wissenschaftliche Hilfskraft. Ihr Hauptarbeitsgebiet waren Szintillationen 1931 erforschte sie mit Marietta Blau Phänomene, die später zur Entdeckung der Neutronenstrahlung führten. 1934 bis 1938 arbeitete sie mit einer Yarrow Scientific Research Fellowship in Cambridge am Girton College und am Cavendish-Laboratorium. 1939 erhielt sie eine Stelle als außerordentliche Professorin an der Universität Sofia, wo sie die modernen physikalischen Methoden einführte. Die unzureichende Ausstattung der Labors in Sofia und der Ausbruch des Zweiten Weltkriegs beeinträchtigten aber die weitere Forschungsarbeit. 
1945 wurde sie Leiterin der Abteilung für Atomphysik an der Universität und ab 1955 Leiterin des Labors für Radioaktivität am Institut für atomare und kernphysikalische Forschung der Bulgarischen Akademie der Wissenschaften, sie wurde 1965 zur Professorin ernannt. Karamichailova starb 1968 an Krebs. 

## Beiträge (Auswahl)
- Elektrische Figuren auf verschiedenen Materialien, insbesondere auf Krystallen. Mitteilungen des Institutes für Radiumforschung, Wien: Hölder, 1922
- mit Karl Przibram: Über Radiolumineszenz und Radio-Photolumineszenz. Mitteilungen des Institutes für Radiumforschung, Wien 1922
- mit Hans Pettersson: Über die Messung der relativen Helligkeit von Szintillationen. Wien : Hölder-Pichler-Tempsky, A.G. Wien Akad. d. Wiss., 1925
- Helligkeit und Zählbarkeit der Szintillationen von magnetisch abgelenkten H-Strahlen verschiedener Geschwindigkeit. Mitteilungen des Institutes für Radiumforschung, Wien 1927
- mit Berta Karlik: Über die durch α-Strahlen erregte Lumineszenz und deren Zusammenhang mit der Teilchenenergie. Mitteilungen des Institutes für Radiumforschung, Wien 1928
- mit Berta Karlik: Über die relative Helligkeit der Szintillationen von H-Strahlen bei verschiedenen Reichweiten. Mitteilungen des Institutes für Radiumforschung, Wien, 1929
- mit Marietta Blau: Über die durchdringende Strahlung des Poloniums. Mitteilungen des Institutes für Radiumforschung, Wien, 1931
- Messung starker Poloniumpräparate im großen Plattenkondensator. Mitteilungen des Institutes für Radiumforschung, Wien, 1933
- Leuchtintensität der Luft, hervorgerufen durch Alphateilchen verschiedener Reichsweite. Mitteilungen des Institutes für Radiumforschung, Wien 1934
- Über künstlich angeregte Kern-Gamma-Strahlung. Mitteilungen des Institutes für Radiumforschung, Wien, 1934
- Messung starker Poloniumpräparate im großen Plattenkondensator. Mitteilungen des Institutes für Radiumforschung, Wien, 1934